# Alfred Leslie
Alfred Leslie (* 29. Oktober 1927 in New York City, New York als Alfred Lippitz; † 27. Januar 2023 ebenda) war ein zeitgenössischer US-amerikanischer Maler, Grafiker und avantgardistischer Filmregisseur. Er war ein wichtiger Vertreter der neuen figurativen Malerei.

## Leben und Werk
Alfred Leslie studierte 1946 an der Art Students League of New York und von 1946 bis 1948 bei Tony Smith an der New York University.
Er hatte seine ersten Ausstellungen ab 1947 mit Bildern, die noch stark vom Abstrakten Expressionismus beeinflusst sind. Ende der 1950er Jahre malte er kurzfristig im Stil der Geometrischen Abstraktion.
Ab 1961 wendete er sich endgültig der figurativen Malerei zu. Alfred Leslie verwendet in seinen Bildern oft hell einfallendes Licht, große Formate und biblische Allegorien. Er knüpft damit an die klassische Malkunst von Künstlern wie Caravaggio an, um diese gleichzeitig zu ironisieren. In seinen Bildern lässt er jeden Hintergrund weg, der nicht direkt zum Thema gehört, und zwingt somit den Betrachter, sich auf die zentral platzierte Figur – meist überlebensgroße Porträts mit Betonung der individuellen Eigenschaften der jeweiligen Person – zu konzentrieren.
Ende der 1950er und Anfang der 1960er Jahre begann er ernsthaft Filme zu drehen. Mit Robert Frank entstand der Beat-Generation-Kultfilm Pull My Daisy (1959), basierend auf dem 3. Akt von Jack Kerouacs Theaterstück Beat Generation und auch von Kerouac erzählt. Mit The Last Clean Shirt (1964), einer Zusammenarbeit mit Frank O’Hara, nahm Leslie an der Documenta 5 (1972) in Kassel, in der Abteilung Individuelle Mythologien: Film, teil. 1965/66 entstand Birth of a Nation. The Cedar Bar (2002) spielt im August 1956, nach Jackson Pollocks Tod, in dem bekannten Treffpunkt der New Yorker Abstrakten Expressionisten.
1999 erschien eine erweiterte Ausgabe von The Hasty Papers, einem Kleinen Magazin, in dem Leslie 1960 Gedichte seiner New York School Dichterfreunde veröffentlicht hatte.
1994 wurde Leslie zum Mitglied (NA) der National Academy of Design gewählt. Ab 2006 war er Mitglied der American Academy of Arts and Letters.
Leslie war in der Gold List oder Gold List of Top Artists of Today enthalten, einem israelischen Kunstpreis, der seit 2017 von der in Tel Aviv ansässigen Kunstpublikation Art Market Magazine organisiert wird.
Alfred Leslie starb am 27. Januar 2023 in einem Krankenhaus im New Yorker Stadtteil Brooklyn im Alter von 95 Jahren an den Folgen einer COVID-19-Erkrankung.